# 2009 코파 델 레이 결승전
2009 코파 델 레이 결승전(스페인어: La Final de la Copa del Rey de 2009)은 스페인의 축구 컵대회인 코파 델 레이의 105번째 결승전으로 코파 델 레이 2008-09의 우승 구단을 결정하기 위해 진행되었다. 이 경기는 2009년 5월 13일, 발렌시아의 메스타야에서 진행되었다. 바르셀로나는 이 경기에서 아틀레틱 빌바오를 4-1로 이기고 11년 만이자 통산 25번째 대회를 우승했다. 바르셀로나는 이 대회 우승을 시작으로 라 리가와 챔피언스리그까지 모두 석권하여 구단 사상 첫 3관왕을 달성했다.

## 결승전까지의 경기
| 바르셀로나          | 바르셀로나 | 바르셀로나         | 단계     | 아틀레틱 빌바오 | 아틀레틱 빌바오 | 아틀레틱 빌바오    |
| ------------------- | ---------- | ------------------ | -------- | --------------- | --------------- | ------------------ |
| 상대                | 결과       | 상세 결과          |          | 상대            | 결과            | 상세 결과          |
| 베니도름            | 2–0        | 0–1 원정; 1–0 안방 | 32강전   | 레크레아티보    | 3–2             | 2–0 안방; 2–1 원정 |
| 아틀레티코 마드리드 | 5–2        | 1–3 원정; 2–1 안방 | 16강전   | 오사수나        | 3–1             | 1–1 원정; 2–0 안방 |
| 에스파뇰            | 3–2        | 0–0 원정; 3–2 안방 | 8강전    | 스포르팅 히혼   | 2–1             | 0–0 안방; 1–2 원정 |
| 마요르카            | 3–1        | 2–0 안방; 1–1 원정 | 준결승전 | 세비야          | 4–2             | 2–1 원정; 3–0 안방 |

## 상세 경기 정보
| 아틀레틱 빌바오 | 1–4    | 바르셀로나                                |
| --------------- | ------ | ----------------------------------------- |
| 토케로 8′       | 리포트 | 투레 32′ · 메시 55′ · 보얀 57′ · 차비 64′ |

| 아틀레틱 | 바르셀로나 |

| GK              | 1  | 고르카 이라이소스        |     |     |
| RB              | 15 | 안도니 이라올라          |     |     |
| CB              | 20 | 아이토르 오시오          |     |     |
| CB              | 5  | 페르난도 아모레비에타    |     |     |
| LB              | 3  | 코이킬리 레르춘디        | 35′ |     |
| CM              | 16 | 파블로 오르바이스        |     | 61′ |
| CM              | 24 | 하비 마르티네스          |     |     |
| RW              | 10 | 프란시스코 예스테 (주장) |     |     |
| LW              | 7  | 다비드 로페스            | 29′ | 56′ |
| CF              | 9  | 페르난도 요렌테          |     |     |
| CF              | 2  | 가이스카 토케로          |     | 61′ |
| 교체 선수:      |    |                          |     |     |
| GK              | 13 | 아르만도                 |     |     |
| CB              | 18 | 카를로스 구르페기        |     |     |
| CB              | 29 | 샤비에르 에체이타        |     |     |
| LB              | 42 | 미켈 발렌시아가          |     |     |
| MF              | 14 | 마르켈 수사에타          |     | 56′ |
| MF              | 17 | 호세바 에체베리아        |     | 61′ |
| FW              | 18 | 이온 벨레스              |     | 61′ |
| 감독:           |    |                          |     |     |
| 호아킨 카파로스 |    |                          |     |     |

| GK              | 13 | 호세 마누엘 핀토     |     |     |
| RB              | 20 | 다니 아우베스        |     |     |
| CB              | 24 | 야야 투레            | 21′ | 89′ |
| CB              | 3  | 제라르드 피케        |     |     |
| LB              | 5  | 카를레스 푸욜 (주장) |     |     |
| DM              | 28 | 세르지오 부스케츠    |     |     |
| CM              | 6  | 차비                 |     | 88′ |
| CM              | 15 | 세이두 케이타        | 49′ |     |
| RW              | 10 | 리오넬 메시          | 50′ |     |
| LW              | 11 | 보얀                 |     | 84′ |
| CF              | 9  | 사뮈엘 에토          |     |     |
| 교체 선수:      |    |                      |     |     |
| GK              | 1  | 빅토르 발데스        |     |     |
| CB              | 2  | 마르틴 카세레스      |     |     |
| DF              | 16 | 시우비뉴             |     | 89′ |
| MF              | 7  | 에이뒤르 그뷔드욘센  |     |     |
| MF              | 29 | 빅토르 산체스        |     |     |
| FW              | 21 | 알략산드르 흘렙      |     | 84′ |
| FW              | 27 | 페드로               |     | 88′ |
| 감독:           |    |                      |     |     |
| 페프 과르디올라 |    |                      |     |     |

## 국가 논란
경기 전에 스페인의 국가가 연주되었을 때 바르셀로나의 카탈루냐 국민주의자들과 아틀레틱 빌바오의 바스크 국민주의자들이 크게 야유를 퍼부어 논란이 야기되었다. 스페인 방송(TVE)는 이 부분의 영상을 통편집하였고, 결국 생방송으로 국가 연주를 보이지 않았고, 대신 전반 종료 후에 야유 소리를 제거하고 방영했다. 이후, 하비에르 폰스 감독은 "실수"였다고 밝혔고, 스포츠 뉴스 총괄 훌리안 레예스는 내용 검열로 인해 해고되었다.

## 같이 보기
- 아틀레틱-바르셀로나 경쟁